# 孫鳴治
孫鳴治（？年—？年），號鶴峰，湖廣京山縣（今湖北省京山市）人。明朝政治人物。

## 生平
隆慶四年（1570年），孫鳴治中式庚午科湖廣鄉試舉人。任河南新野縣知縣，遷南京四川道監察御史，升河南道監察御史，出任福建汀州府知府。

## 家族
弟孫鳴教，隆慶四年（1570年）庚午科鄉試同榜舉人。